# Центральный мусульманский комиссариат
Центральный мусульманский комиссариат (Муск) — организация созданная 17 января 1918 года при Наркомнаце для помощи в организации жизни и деятельности мусульманского населения РСФСР. Первым председателем стал Мулланур Вахитов. В деятельности Мускома принимали активное участие Мирсаид Султан-Галиев и Мустафа Субхи.
Первоначально Муском именовался Комиссариат по делам мусульман Внутренней России. Муском включал в себя сектора, отвечающие за занятость, сельское хозяйство, промышленность, образование, прессу, финансы, суд, армию и культуру (руководитель — Карим Тинчурин).
Первый съезд был организован в ноябре 1918 года. Второй съезд был организован в ноябре 1919 года, на нем выступили Владимир Ленин и Иосиф Сталин.

## Упразднение
Постановление Народного Комиссариата по делам национальностей. Об упразднении Всероссийского Мусульманского Совета.
Всероссийский Мусульманский Совет упраздняется. Все дела, имущество и капиталы передаются в распоряжение Центрального Мусульманского Комиссариата. Лица, препятствующие ликвидации вышеозначенного Совета, будут привлечены к ответственности.
Подписали: Народный Комиссар по делам национальностей И. Сталин.
Председатель Центрального Мусульманского Комиссариата Мулла Нур-Вахитов.
Распубликовано в № 101 Известий Всероссийского Центрального Исполнительного Комитета Советов от 22 (9) мая 1918 года.